# Monte Petrino
Il monte Petrino (412 m s.l.m.) è un rilievo nel comune di Mondragone, sulla cui sommità si trova la Rocca Montis Dragonis, sito archeologico di grande rilevanza, con resti che datano dall'epoca prostostorica al Medioevo.
Oltre alla Rocca, un altro sito di interesse archeologico ubicato presso il monte è la Grotta di Roccia San Sebastiano.

## Territorio
Il monte Petrino si trova nella parte meridionale della catena del monte Massico e a occidente scende ad angolo retto terminando nel colle Cicoli. Poco distante dal mar Tirreno, a circa quattro chilometri a sud-ovest del rilievo, il monte Petrino si affaccia sull'attuale città di Mondragone, mentre il colle Cicoli sulla distrutta colonia romana di Sinuessa, i cui resti giacciono coperti da sabbia e acqua da oltre duemila anni.
Nella pianura di Sinuessa si estendeva il territorio dell'ager Falernus, delimitato dai piedi del monte Petrino e dal fiume Savone e famoso, in epoca romana, per la produzione del vino Falerno.

## Storia e origine del nome
Petrinum fu il nome che venne dato non solo al monte ma anche al villaggio latino che si estendeva ai suoi piedi e che ospitò, nei secoli a venire, le costruzioni di origine goto-longobardo-normanna. Fu uno dei primi luoghi, edificati alla base del Petrino, dove i superstiti sinuessani si rifugiarono dopo la distruzione della colonia romana, e un punto nevralgico di osservazione per i possibili attacchi dei nemici e di collegamento rapido con la nascente Rocca fortificata. Quest'ultima venne successivamente costruita sulla sommità del monte ed ancora oggi i suoi resti dominano dall'alto la costa di Mondragone.
Cicerone, proprio nelle vicinanze del "Villaggio Petrinum", descrisse la sua villa ivi posseduta, ove trascorse gran parte del suo tempo: "Nec ea re Petrinum tuum deseram, nam et villa et amoenitas illa commorantis est, non diversorii".
A occidente, nei pressi dell'attuala cava dismessa, si trova un'altra villa dove nei primi anni del XX secolo venne rinvenuta la statua prassiteliana chiamata Venere di Sinuessa, oggi custodita nella sala dell’Ercole Farnese del Museo Nazionale di Napoli.

## Area archeologica
Già negli anni Ottanta l'area del monte Petrino fu ritenuta di estrema importanza archeologica. Tuttavia, solo nel 2001 è stata attuata una prima campagna di scavo condotta dalla Direzione scientifica del Museo civico archeologico Biagio Greco.
La principale area archeologica si trova sulla sommità del monte ed è nota come Rocca Montis Dragonis, dal nome della rocca medievale che vi si scorge sulla sommità.
Sulle pendici del versante sud-est del monte Petrino, alla quota di circa 190-212 m s.l.m., si trova l'area archeologica nota come "Villaggio dei Ciclamini", dove sono venuti alla luce importanti reperti protostorici, attribuiti agli Aurunci, oltre a resti animali; i ritrovamenti di quest'area risalgono all'Età del ferro, tra il IX ed il VII secolo a.C.
Gli scavi hanno dimostrato che l'abitato Protostorico si estendeva dalle pendici del monte, dall'area denominata del Villaggio dei Ciclamini, fino alla cima, dove i resti sono stati ritrovati sotto le opere di epoca medievale; sulla base di questi, sono state individuate circa 80 capanne di epoca protostorica.
Molti dei reperti ritrovati durante le campagne archeologiche condotte sul monte Petrino, sono esposti nel Museo civico archeologico Biagio Greco di Mondragone.